# Coburg
Coburg (nemška izgovarjava: [ ˈkoːˌbʊʁk]) je mesto ob reki Itz v regiji Zgornja Frankovska na Bavarskem v Nemčiji. Dolgo del ene od turingijskih dežel rodbine Wettin se je z ljudskim glasovanjem pridružil Bavarski šele leta 1920. Do revolucije leta 1918 je bil eno od glavnih mest vojvodine  Saško-Coburške-Gotha ter vojvodine Saško-Coburške-Saalfeld.
Z uspešno dinastično politiko se je vladajoča knežja družina poročala v več evropskih kraljevih družin, predvsem v osebi princa Alberta, ki se je leta 1840 poročil s kraljico Viktorijo. Kot rezultat teh tesnih povezav z evropskimi kraljevimi hišami ob koncu 19. in zgodnjem 20. stoletju so Coburg pogosto obiskovale kronane glave Evrope in njihove družine.
Coburg je lokacija Veste Coburg, enega največjih nemških gradov. Leta 1530 je tam šest mesecev živel Martin Luther, medtem ko je prevajal Sveto pismo v nemščino.
Danes ima Coburg blizu 41.500 prebivalcev. Ker je bil v drugi svetovni vojni malo poškodovan, Coburg ohranja številne zgodovinske stavbe, zaradi česar je priljubljena turistična destinacija.

## Geografija
Coburg leži približno 90 kilometrov južno od Erfurta in približno 100 kilometrov severno od Nürnberga ob reki Itz. Je urbano območje in je obkroženo z okrožjem Coburg. Mesto leži ob vznožju Turinšega višavja. Coburg na Bavarskem je bil del Zahodne Nemčije do ponovne združitve leta 1990, vendar na treh straneh meji na Turingijo, ki je bila Vzhodna Nemčija. Meja med Bavarsko in Turingijo je bila tudi notranja nemška meja. Coburg je razdeljen na 15 mestnih četrti:
- Coburg (pravo mesto)
- Beiersdorf
- Bertelsdorf
- Cortendorf
- Creidlitz
- Glend
- Ketschendorf
- Löbelstein
- Lützelbuch
- Neu- and Neershof
- Neuses [de]
- Rögen
- Scheuerfeld
- Seidmansdorf
- Wüstenahorn

## Zgodovina
Coburg je bil prvič omenjen v samostanskem dokumentu iz leta 1056, ki je zaznamoval prenos lastništva na kölnskega elektorja knezoškofa,:16 čeprav je na tem mestu obstajala naselbina že pred njim, imenovana Trufalistat. Izvor imena Coburg ni jasen; prvi element je lahko kuh, kar bi bil dobesedni pomen »kravji kraj«.
Coburg se je sprva nanašal na posest s središčem na hribu, kjer so kasneje zgradili Veste Coburg. Njegovi najstarejši ostanki segajo v 12. ali 13. stoletje. Leta 1248 je grad prešel v last družine Henneberg, leta 1353 pa s poroko deželnega grofa Turingije Friderika III. s Katarino Henneberško v last  družine Wettin  in so ga sprva obravnavali kot saško postojanko v Frankovski.
Med augsburškim parlamentom leta 1530 je reformator Martin Luther preživel šest mesecev na gradu (ki je bil na najjužnejši točki Saške vojvodine), medtem ko se je njegov podložnik Janez, volilni knez Saške, udeležil parlamenta. Volilni knez je Luthru prepovedal udeležbo, saj se je bal, da ga bodo zaprli in sežgali kot heretika. Medtem ko je bil nastanjen na gradu, je Luther nadaljeval s prevajanjem Svetega pisma v nemščino.
Leta 1547 so knežjo rezidenco preselili iz Veste v nekdanji samostan, prezidan v renesančni dvorec Ehrenburg.

### 17. stoletja do začetka 20. stoletja
Leta 1596 je bil Coburg povišan v status glavnega mesta ene od rodbine razcepljenih saško-turinških ozemelj, novoustanovljene vojvodine Saška-Coburg pod vodstvom vojvode Janeza Kazimirja (vladal 1596–1633).
Linija Saxe-Coburg-Saalfield, ustanovljena leta 1699, je trajala do preureditve ernestinskih ozemelj, do katere je prišlo po izumrtju linije Saška-Gotha leta 1825. Ernest Friderik, četrti vojvoda Saško-Coburški-Saalfeld, je leta 1764 preselil svojo prestolnico iz Saalfelda v Coburg. Coburg je nato postal glavno mesto vojvodine Saško-Coburška-Saalfeld in kasneje vojvodine Saško-Coburška-Gotha.
V začetku 19. stoletja so mestne srednjeveške utrdbe porušili in jih nadomestili s parki. Vojvoda je ustanovil tudi zbirko bakrorezov, ki je danes del muzeja Veste Coburg. Pod njegovim sinom Ernestom je nastal Schlossplatz z današnjim Deželnim gledališčem Coburg. Prav tako je obnovil Ehrenburg v gotskem slogu.
Sredi 19. stoletja je vojvoda Ernest II. podpiral nacionalne in liberalne ideje in Coburg je gostil prvo srečanje Nemškega nacionalnega združenja, ustanovitev Deutscher Sängerbund in prvi Deutsches Turnfest (državni športni festival).
V 19. stoletju so dinastične poroke ustvarile vezi s kraljevimi družinami Belgije, Bolgarije, Portugalske in Britanije. S tem se je vojvodska družina iz vladarjev dokaj obskurne zaledne vojvodine spremenila v eno od vplivnih družin v evropski politiki. Obdobje političnega vpliva je doseglo vrhunec z Leopoldom Friderikom; rojen princ Saško-Coburški-Saalfeld, ki je leta 1831 postal belgijski kralj in princ Albert Saško-Coburški-Gotha, rojen v gradu Rosenau, ki se je leta 1840 poročil s svojo prvo sestrično, kraljico Viktorijo.
Poroka med Albertom in Viktorijo je ustanovila sedanjo britansko kraljevo hišo, ki se je med prvo svetovno vojno preimenovala v Windsor. Ta poroka je privedla do zveze z nemško vladajočo rodbino Hohenzollern, ko se je najstarejši otrok para, Viktorija, poročila z bodočim cesarjem Friderikom III.
Po poroki je kraljica Viktorija o Coburgu rekla:
 Če ne bi bil to, kar sem, bi bil to moj pravi dom, vendar ga bom vedno imel za svojega drugega.
Zaradi kraljevih povezav med kraljevimi hišami v Evropi je bil Coburg kraj številnih kraljevih porok in obiskov. Britanska kraljica Viktorija je v svojem 63-letnem vladanju šestkrat obiskala Coburg. Leta 1894 so se na poroki Ernesta Louisa, velikega vojvode Hessenskega in princese Victorie Melite Saško-Coburške-Gotha zbrali kraljica Viktorija, njen sin Edward (bodoči Edward VII.), njen drugi sin Alfred (vojvoda Saško-Coburški-Gotha), njena hčerka nemška vdova cesarica Friedrich (Victoria) in številni njeni vnuki, kot sta bodoča car Nikolaj in Aleksandra iz Rusije (Alix Hessenska), nemški cesar Viljem II. in bodoči kralj Jurij V. iz Združenega kraljestva.
Novembra 1918 je zadnji vojvoda Saško-Coburški-Gotha, Karel Edvard, abdiciral. Svobodno mesto Coburg, ki je zdaj nastalo, se je moralo odločiti, ali bo postalo del Turingije ali Bavarske. Na referendumu novembra 1919 so domačini z 88-odstotno večino glasovali za priključitev Bavarski. 1. julija 1920 se je Coburg pridružil Bavarski.

### Obdobje nacizma
Leta 1929 je bil Coburg prvo nemško mesto, v katerem je nacistična stranka na občinskih volitvah dobila absolutno večino glasov. Leta 1932 je bil Coburg prvo nemško mesto, ki je Adolfa Hitlerja imenovalo za častnega meščana.

### Judovska skupnost Coburg
Coburg je imel judovske meščane že v 14. stoletju. V 1870-ih so dobili dovoljenje za trajni najem cerkve sv. Nikolaja za preureditev v sinagogo. Leta 1931 je bil uveden neuradni bojkot judovskih podjetij. Leta 1932 je občinski svet razveljavil najem cerkve. Leta 1933 so sinagogo zaprli. Še vedno stoji. 25. marca 1933 je bilo v Coburgu aretiranih in mučenih 40 Judov. Izpustili so jih šele, ko je afera postala mednarodno znana.
9. novembra 1938, Kristalna noč, so bili vsi judovski moški internirani. Uničeni so bili judovski domovi, trgovine in šola. Judovska skupnost v Coburgu je leta 1869 štela 68, leta 1880 210 (1,3 % celotnega prebivalstva), leta 1925 316 (1,3 %) in leta 1933 233 (0,9 %). Okoli 150 jih je do leta 1942 uspelo mesto zapustiti, bodisi da so se izselili iz Nemčije ali v druga nemška mesta. Ostali so bili v treh transportih med novembrom 1941 in septembrom 1942 deportirani v Rigo, Izbico in Theresienstadt. V spominski knjigi nemškega zveznega arhiva žrtev nacističnega preganjanja Judov v Nemčiji je navedenih zlasti 63 judovskih prebivalcev Coburga, ki so bili izgnani in večinoma umorjeni. Judovska skupnost v Coburgu po vojni ni bila obnovljena.

### Po drugi svetovni vojni
Po drugi svetovni vojni, ki jo je Coburg preživel večinoma nepoškodovan, se je mesto soočilo z izzivom vključitve več kot 15.000 beguncev. Medtem ko so bile druge saško-turinške kneževine vključene v Nemško demokratično republiko, je bavarski Coburg postal del Zahodne Nemčije. Posledično je mesto v letih hladne vojne ležalo tik ob železni zavesi, s treh strani obdano z ozemljem Vzhodne Nemčije in odrezano od večjega dela svojega naravnega zaledja.
Leta 1946 je poljski veleposlanik Oskar R. Lange trdil, da je bil Coburg baza za zahodne zaveznike za organizacijo poljskega oboroženega upora, ki ga je vodil Władysław Anders proti komunistom na Poljskem, ki so jih podpirali Sovjetska zveza.

## Demografija
Več kot dve tretjini prebivalstva Coburga živita v osrednjem mestu Coburg in ne v eni od mestnih sosek, ki so se z njim združile v 20. stoletju. Nekatere od njih ohranjajo večinoma podeželski značaj.

### Religija
Večina prebivalcev Coburga je pripadnikov evangeličanske (luteranske) cerkve. Druge krščanske skupnosti so baptisti, adventisti sedmega dne, gibanje ICF, Jehovove priče, katoličani, starokatoličani in novoapostolska cerkev ter Cerkev Jezusa Kristusa svetih iz poslednjih dni. Obstajajo tudi tri skupnosti muslimanov. Coburg je imel do 1940-ih veliko judovsko skupnost. Judje so tam živeli že od 14. stoletja. Stara sinagoga je bila nekdanja cerkev. Danes jo uporabljajo starokatoličani. Coburg je po reformaciji postal protestantski. Vsi katoličani so bili preganjani. V 19. stoletju je bila ustanovljena nova katoliška skupnost.

## Gospodarstvo
Leta 1919 sta Max Brose in Ernst Jüngling ustanovila kovinsko tovarno Max Brose & Co. za proizvodnjo avtomobilskih delov. Podjetje deluje še danes kot Brose Fahrzeugteile.
Leta 1950 je Haftpflicht-Unterstützungs-Kasse kraftfahrender Beamter Deutschlands a. G. (danes HUK-Coburg [de]) preselil iz Erfurta v Coburg. HUK je danes največji delodajalec in največji plačnik Gewerbesteuer (lokalni davek od dohodkov pravnih oseb) v Coburgu.
Kapp Werkzeugmaschinen je proizvajalec rezkalnih strojev od leta 1953, potem ko je prevzel proizvodna sredstva COMAG (Coburger Maschinenbau GmbH).
Podjetje Waldrich-Coburg, ustanovljeno leta 1920, izdeluje CNC-rezkalne stroje v različnih velikostih, od katerih največji lahko obdeluje predmet velikosti 50 x 14 x 10 metrov.
Podjetje Kaeser Compressors, ustanovljeno leta 1919, proizvaja zračne kompresorje različnih velikosti.
Coburg ima nadpovprečen delež zaposlenih v proizvodnji blaga. V letu 2013 je od 32.962 zaposlenih 10.421 delalo v predelovalnih dejavnostih ali gradbeništvu (31 % glede na državno povprečje 24 %), 4853 v trgovini, prometu in turizmu, 10.381 v strokovnih storitvah in 7230 v javnih in zasebnih storitvah.:9
Hoteli v Coburgu so leta 2014 prenočili več kot 61.000 obiskovalcev (od tega okoli 53.000 iz Nemčije). Skupno so ostali skoraj 120.000 nočitev ali v povprečju skoraj dve nočitvi na bivanje.
Leta 2017 je BDP na prebivalca v Coburgu znašal 91.506 €, kar ga uvršča na 5. mesto med 96 mestnimi in podeželskimi okrožji (bavarsko povprečje: 46.698 €).

## Grb
Grb Coburga v čast nemškemu pokrovitelju mesta sv. Mavriciju je bil podeljen leta 1493. Leta 1934 je nacistična vlada prepovedala kakršno koli poveličevanje afriške rase in grb zamenjala z navpičnim mečem z nacistično svastiko. Prvotni grb je bil obnovljen leta 1945 ob koncu druge svetovne vojne. Danes silhueto zaščitnika mesta Coburg najdemo predvsem na pokrovih jaškov in mestnem grbu.

## Znamenitosti
Coburg ima tipične poteze nekdanje prestolnice nemške knežje države. Številne hiše so iz 16., 17. in 18. stoletja. Najpomembnejši spomeniki so:
- Dvorec Ehrenburg, nekdanji frančiškanski samostan, zgrajen leta 1220 in v letih 1543–1549 spremenjen v dvorec. Do 19. stoletja je bil večkrat prenovljen. Ehrenburg je leta 1690 uničil požar. Obnovili so ga v baročnem slogu s štukaturo, ki so jo izdelali severnoitalijanski obrtniki, vključno z Dvorano velikanov (na kateri je plošča, ki navaja, da je bilo to mesto prvega srečanja med britansko kraljico Viktorijo in Francem Jožefom, avstrijskim cesarjem leta 1860). Notranja dekoracija je iz poznega 17. do začetka 18. stoletja. Njegovo gotsko zunanjost je v 19. stoletju preoblikoval Karl Friedrich Schinkel. Zdaj je v njem tudi muzej in knjižnica.
- Cerkev sv. Mavricija (14.–16. stol.), je gotska stavba v tlorisu dvoranska cerkev z dvema stolpoma. Notranjost, predelana v 18. stoletju, vključuje opazen pogrebni trenutek vojvode Johanna Kazimirja za njegove starše, 13 m visoko skulpturo iz alabastra, poslikano s kipom in reliefi (1595–1598).
- Srednjeveški grad Veste Coburg, eden največjih gradov v Nemčiji, zgrajen leta 1225 (na mestu kapele iz 11. stoletja). Večinoma je bil prezidan v 19. stoletju. Ima trojno obzidje s številnimi stolpi. Danes je Veste Coburg dom treh muzejev. En je Fürstenbau (vojvodska palača) s številnimi opremljenimi sobanami vojvod Coburških, vključno s stanovanjem, kjer je leta 1530 živel Martin Luther. Verjetno najbolj opazna soba v gradu (edinstvena v vsej Nemčiji) je Jagdzimmer (lovska soba ) iz leta 1632, ki je v celoti izdelana iz lesenih vložkov v intarziji, okrašena z več kot 60 ploščami v intarzijah, globoko kasetiranim stropom v intarzijah in lesenim podom. Drug muzej je Rüstkammer (orožarna), ki vsebuje največjo zbirko srednjeveških oklepov in orožja v Nemčiji, z več kot 10.500 predmeti. Tretji je Kunstsammlungen, ki vsebuje zbirko 300.000 bakrorezov (Kupferstich-Kabinett), zbirko kovancev 20.000 kosov (Münzkabinett), 7000 kosov dokumentacije (Briefe & Urkunden) in 3500 kosov steklovine (Gläser-Sammlung).
- Gymnasium Casimirianum, renesančna zgradba, ki so jo začeli graditi leta 1601.
- Arsenal (1616–21).
- Deželno gledališče (Landestheater) Coburg, neoklasicistično gledališče na Schlossplatzu.
- Muzej lutk Coburg je v bližini trga Schlossplatza in središča mesta. Nekoč je bil rezidenca pesnika Friedricha Rückerta. V njem je več kot 1000 lutk, vključno z babico svetovno znane "Barbie".
- Naravoslovni muzej.
- Coburška Mestna hiša, del zgradbe na tržnici, ki vključuje tudi Stadthaus, nekdanjo Beyersches Haus, Hof-Apotheke, Stadtbrunnen (mestni vodnjak) in osrednji kip princa Alberta. Sedež javne uprave Coburga so preselili sem leta 1438. Izkazalo se je, da je prvotna gotska stavba premajhna in po letu 1570 je mesto kupilo dodatne nepremičnine in na vogalu s Ketschengasse postavilo renesančno stavbo. Pri drugi prezidavi leta 1750–1752 sta bili obe strukturi združeni. Videz mestne hiše se je spremenil. Stare strehe je zamenjala sedanja z mansardnimi okni in v 18. stoletju so fasadi dodali pisane poslikave. Druga prenova je bila izvedena leta 1903, ko je bil dozidan balkon na trg ter preurejeno stopnišče in vhod.
- Stadthaus, poznorenesančna stavba od 1597 do 1599, zgrajena pod vojvodo Johannom Kazimirjem za namestitev vojvodske uprave. Zavzema celotno severno stran trga.
- Rožni vrt, park.
- Grad Callenberg z umetniško zbirko družine Saška-Coburg in nacionalnim muzejem streljanja.
- Schloss Rosenau pri Coburgu.
- katoliška župnijska cerkev sv. Avguština, odprta leta 1860.
- Bazilika Štirinajstih svetih pomočnikov, 20 kilometrov izven mesta. Poznobaročno-rokokojska bazilika, ki jo je zasnoval Balthasar Neumann, je bila zgrajena med letoma 1743 in 1772.
- Coburški erker, različica kotnega erkerja, tak je bil zgrajen samo v Coburgu. Izvira iz konca 16. stoletja, zanj so značilne tri edinstvene arhitekturne značilnosti. Te so nosilni steber pred vogalom hiše, dvonadstropna konstrukcija in zaključek s francosko kapo. Skupaj jih je pet: Rathauskeller mestne hiše iz leta 1575, dvorcu Ehrenburg v Steingasse iz leta 1593, dva v Stadthaus, v vogalni stavbi med Marktplatzom in Judengasse

## Umetnost in kultura
Coburg je dom dveh velikih festivalov: Samba Festival Coburg in Johann Strauss Musiktage. Coburg se imenuje "evropska prestolnica sambe."
Zaradi velike prisotnosti ameriške vojske pred ponovno združitvijo Nemčije so Američani in ameriška kultura še vedno prisotni v Coburgu in okolici. Ta vpliv sega od pubov in restavracij v ameriškem slogu do dveh športnih klubov, ki sponzorirata bejzbolski moštvi.

### V popularni kulturi
Nacionalni svet za hrenovke in klobase trdi, da se frankfurter tradicionalno pripisuje Frankfurtu. Po mnenju svéta je ta trditev sporna in je hotdog v poznem 17. stoletju ustvaril Johann Georghehner, mesar, ki je živel v Coburgu.
Priljubljena lokalna poslastica je Coburger bratwurst, klobasa (katere uradna mera je označena z maršalovo palico, ki jo drži kip pokrovitelja mesta sv. Mavricij, ki je na mestni hiši in gleda na trg), pečena na borovem storžu. Klobaso postrežejo v semmel (majhni žemljici, velikosti tretjine same klobase) in je zelo priljubljena tako pri domačinih kot turistih. Po govoricah je bil coburger bratwurst prvič proizvedena leta 1530 ob bivanju in vkrcanju Martina Luthra.
Coburg Peak na polotoku Trinity v Graham Landu na Antarktiki je poimenovan po mestu v povezavi z bolgarsko kraljevo hišo Coburg (Saško-Coburško-Gotha).

## Pobratena mesta
Coburg je pobraten z:
- Cobourg, Kanada
- Gais, Italija
- Isle of Wight, Anglija, Združeno kraljestvo
- Niort, Francija
- Oudenaarde, Belgija
- Toledo, Ohio, ZDA

## Pomembni ljudje

### Rojeni v Coburgu
Pred letom 1900
- Princesa Charlotte Wilhelmine Saško-Coburška-Saalfeld (1685–1767), princesa in grofica Hanau-Muenzenberg
- Princesa Luise Dorothea Saško-Meiningen (1710–1767), vojvodinja Saška-Gotha in Altenburg
- Anton Schweitzer (1735–1787), skladatelj
- Princ Josias Saško-Coburški-Saalfeld (1737–1815), avstrijski feldmaršal
- Johann Christian August Clarus (1774–1854), zdravnik
- Leopold I. Belgijski (1790–1865), rojen Francu, vojvodi Saško-Coburško-Saalfeld, prvemu belgijskemu kralju
- Gustav Koenig (1808–1869), slikar
- Princ Albert (1819–1861), mož kraljice Viktorije, se je rodil na gradu Rosenau.

+ William Frishmuth (1830–1893), arhitekt in metalurg
- Ernst Marlier (1875–1948), nemški farmacevtski proizvajalec, ki je zgradil vilo Wannsee, prizorišče konference v Wannseeju.
- Alexander von Mensdorff-Pouilly (1813–1871), avstrijski državnik
- Ernest II., vojvoda Saško-Coburški-Gotha (1818-1893)
- Heinrich Rückert (1823–1875), zgodovinar in germanist
- Felix Draeseke (1835–1913), skladatelj
- Max Brückner (1836–1919), gledališki slikar
- Princesa Amalie Saško-Coburg-Gotha (1848–1894), princesa in vojvodinja na Bavarskem
- Edward Study (1862–1930), matematik
- Anna Ritter (rojena Nuhn, 1865–1921), pesnica in pisateljica
- Otto Appel (1867–1952), doktor fitomedicine
- Hans Berger (1873–1941), nevrolog in psihiater
- Princesa Alexandra Saško-Coburg-Gotha (1878–1942), princesa Velike Britanije in Irske ter pozneje po poroki princesa Hohenlohe-Langenburg
- Charles Edward, (1884–1954), zadnji vojvoda Saško-Coburg-Gotha